# برویک (ویکتوریا)
برویک (به انگلیسی: Berwick) یک منطقهٔ مسکونی در استرالیا است که در ملبورن واقع شده‌است.